# Украинское (Донецкая область)
Украинское (укр. Українське) — село на Украине, находится в Новоазовском районе  Донецкой области. Находится под контролем самопровозглашённой Донецкой Народной Республики.

## География

#### Соседние населённые пункты по странам света
С: Приморское, Луково
СЗ: Сосновское, Таврическое, Набережное
СВ: Дерсово
З: —
В: Первомайское, Чумак
ЮЗ: Октябрь, Куликово
ЮВ: Шевченко, Казацкое
Ю: Красноармейское

## Население
Население по переписи 2001 года составляло 43 человека.

## Общие сведения
Код КОАТУУ — 1423685505. Почтовый индекс — 87643. Телефонный код — 6296.

## Адрес местного совета
87643, Донецкая область, Новоазовский район, с. Приморское, ул. Советская, 5